# The Texan Meets Calamity Jane
The Texan Meets Calamity Jane è un film del 1950 diretto da Ande Lamb.
È un western statunitense con Evelyn Ankers, James Ellison e Lee 'Lasses' White.

## Produzione
Il film fu diretto, sceneggiato e prodotto da Ande Lamb per la Columbia Pictures e girato nell'Iverson Ranch a Chatsworth, Los Angeles, California. Il titolo di lavorazione fu The Judge Has an Alibi.

## Distribuzione
Il film fu distribuito negli Stati Uniti dal 15 novembre 1950 al cinema dalla Columbia Pictures. È stato redistribuito anche dalla Screencraft Pictures con il titolo Calamity Jane and the Texan.

## Promozione
La tagline è: THE WEST'S MOST FABULOUS GUN-TOTIN' BEAUTY...tangles with six feet of fightin' he-man!.